# Arctic Race of Norway 2015
3. edycja Arctic Race of Norway odbyła się w dniach 13 – 16 sierpnia. Trasa tego czteroetapowego wyścigu kolarskiego liczy 700 km ze startem w Harstad i z metą w Narwiku.

## Etapy
| Etap | Data        | Start – Meta          | km  | Typ         | Zwycięzca etapu    | Lider              |
| ---- | ----------- | --------------------- | --- | ----------- | ------------------ | ------------------ |
| 1.   | 13 sierpnia | Harstad – Harstad     | 210 | Płaski      | Alexander Kristoff | Alexander Kristoff |
| 2.   | 14 sierpnia | Evenskjer – Setermoen | 155 | Pagórkowaty | Sam Bennett        | Alexander Kristoff |
| 3.   | 15 sierpnia | Senja – Målselv       | 175 | Pagórkowaty | Ben Hermans        | Ben Hermans        |
| 4.   | 16 sierpnia | Narwik – Narwik       | 160 | Pagórkowaty | Silvan Dillier     | Rein Taaramäe      |

## Uczestnicy
Na starcie wyścigu stanęły 22 ekipy. Wśród nich siedem ekip UCI World Tour 2015, dziewięć z UCI Professional Continental i sześć z UCI Continental.
Lista drużyn uczestniczących w wyścigu:
| Numery  | Kod | Drużyna                      |
| ------- | --- | ---------------------------- |
| 1-5     | KAT | Team Katusha                 |
| 11-16   | MTN | MTN-Qhubeka                  |
| 21-26   | IAM | IAM Cycling                  |
| 31-36   | BOA | Bora-Argon 18                |
| 41-46   | BMC | BMC Racing Team              |
| 51-56   | EUC | Team Europcar                |
| 61-66   | AST | Astana Pro Team              |
| 71-76   | BSE | Bretagne-Séché Environnement |
| 81-85   | TCS | Tinkoff-Saxo                 |
| 91-96   | LAM | Lampre-Merida                |
| 101-116 | TGA | Team Giant-Alpecin           |

| Numery  | Kod | Drużyna                     |
| ------- | --- | --------------------------- |
| 111-116 | TSV | Topsport Vlaanderen-Baloise |
| 121-126 | COF | Cofidis                     |
| 131-139 | CUL | Cult Energy Pro Cycling     |
| 141-149 | TSS | Team Sparebanken Sør        |
| 151-156 | KRA | Team Ringeriks-Kraft        |
| 161-166 | UHC | UnitedHealthcare            |
| 171-176 | FIX | Team Fixit.no               |
| 181-186 | TJO | Team Joker                  |
| 191-196 | COH | Team Coop-Øster Hus         |
| 201-206 | FRB | Team Frøy-Bianchi           |
| 211-216 | TNN | Team Novo Nordisk           |

## Przebieg wyścigu

### Etap 1 – 13.08: Harstad > Harstad, 210 km
| #  | Zawodnik             | Zespół                      | Czas       |
| -- | -------------------- | --------------------------- | ---------- |
| 1  | Alexander Kristoff   | Team Katusha                | 4h 58' 36" |
| 2  | Edvald Boasson Hagen | MTN-Qhubeka                 | +0"        |
| 3  | Sam Bennett          | Bora-Argon 18               | +0"        |
| 4  | Niccolò Bonifazio    | Lampre-Merida               | +0"        |
| 5  | Michael Van Staeyen  | Cofidis                     | +0"        |
| 6  | Rasmus Guldhammer    | Cult Energy Pro Cycling     | +0"        |
| 7  | Amaury Capiot        | Topsport Vlaanderen-Baloise | +0"        |
| 8  | Martin Elmiger       | IAM Cycling                 | +0"        |
| 9  | Anthony Turgis       | Cofidis                     | +0"        |
| 10 | Sondre Holst Enger   | IAM Cycling                 | +0"        |

| #  | Zawodnik             | Zespół                      | Czas       |
| -- | -------------------- | --------------------------- | ---------- |
| 1  | Alexander Kristoff   | Team Katusha                | 4h 58' 36" |
| 2  | Edvald Boasson Hagen | MTN-Qhubeka                 | +4"        |
| 3  | Sam Bennett          | Bora-Argon 18               | +6"        |
| 4  | Niccolò Bonifazio    | Lampre-Merida               | +10"       |
| 5  | Michael Van Staeyen  | Cofidis                     | +10"       |
| 6  | Rasmus Guldhammer    | Cult Energy Pro Cycling     | +10"       |
| 7  | Amaury Capiot        | Topsport Vlaanderen-Baloise | +10"       |
| 8  | Martin Elmiger       | IAM Cycling                 | +10"       |
| 9  | Anthony Turgis       | Cofidis                     | +10"       |
| 10 | Sondre Holst Enger   | IAM Cycling                 | +10"       |

### Etap 2 – 14.08: Evenskjer > Setermoen, 155 km
| #  | Zawodnik            | Zespół                       | Czas       |
| -- | ------------------- | ---------------------------- | ---------- |
| 1  | Sam Bennett         | Bora-Argon 18                | 3h 41' 05" |
| 2  | Federico Zurlo      | UnitedHealthcare             | +0"        |
| 3  | Alexander Kristoff  | Team Katusha                 | +0"        |
| 4  | Michael Kolář       | Tinkoff-Saxo                 | +0"        |
| 5  | Daniel McLay        | Bretagne-Séché Environnement | +0"        |
| 6  | Floris Gerts        | BMC Racing Team              | +0"        |
| 7  | Arman Kamyshev      | Astana Pro Team              | +0"        |
| 8  | Michael Van Staeyen | Cofidis                      | +0"        |
| 9  | Sondre Holst Enger  | IAM Cycling                  | +0"        |
| 10 | Oscar Landa         | Team Coop-Øster Hus          | +0"        |

| #  | Zawodnik             | Zespół                      | Czas       |
| -- | -------------------- | --------------------------- | ---------- |
| 1  | Alexander Kristoff   | Team Katusha                | 8h 39' 30" |
| 2  | Edvald Boasson Hagen | MTN-Qhubeka                 | +2"        |
| 3  | Sam Bennett          | Bora-Argon 18               | +7"        |
| 4  | Amaury Capiot        | Topsport Vlaanderen-Baloise | +9"        |
| 5  | Michael Van Staeyen  | Cofidis                     | +11"       |
| 6  | Niccolò Bonifazio    | Lampre-Merida               | +11"       |
| 7  | Sondre Holst Enger   | IAM Cycling                 | +11"       |
| 8  | Floris Gerts         | BMC Racing Team             | +11"       |
| 9  | Anthony Turgis       | Cofidis                     | +11"       |
| 10 | Jarl Salomein        | Topsport Vlaanderen-Baloise | +11"       |

### Etap 3 – 15.08: Senja > Målselv, 175 km
| #  | Zawodnik             | Zespół          | Czas       |
| -- | -------------------- | --------------- | ---------- |
| 1  | Ben Hermans          | BMC Racing Team | 4h 27' 10" |
| 2  | Rein Taaramäe        | Astana Pro Team | +3"        |
| 3  | Mathias Frank        | IAM Cycling     | +10"       |
| 4  | Silvan Dillier       | BMC Racing Team | +14"       |
| 5  | Dylan Teuns          | BMC Racing Team | +17"       |
| 6  | Ilnur Zakarin        | Team Katusha    | +20"       |
| 7  | Louis Meintjes       | MTN-Qhubeka     | +23"       |
| 8  | Edvald Boasson Hagen | MTN-Qhubeka     | +23"       |
| 9  | Marcel Wyss          | IAM Cycling     | +23"       |
| 10 | Odd Christian Eiking | Team Joker      | +28"       |

| #  | Zawodnik             | Zespół                  | Czas        |
| -- | -------------------- | ----------------------- | ----------- |
| 1  | Ben Hermans          | BMC Racing Team         | 13h 06' 41" |
| 2  | Rein Taaramäe        | Astana Pro Team         | +7"         |
| 3  | Edvald Boasson Hagen | MTN-Qhubeka             | +24"        |
| 4  | Silvan Dillier       | BMC Racing Team         | +24"        |
| 5  | Mathias Frank        | IAM Cycling             | +25"        |
| 6  | Dylan Teuns          | BMC Racing Team         | +27"        |
| 7  | Odd Christian Eiking | Team Joker              | +38"        |
| 8  | Rasmus Guldhammer    | Cult Energy Pro Cycling | +40"        |
| 9  | Ilnur Zakarin        | Team Katusha            | +41"        |
| 10 | Marcel Wyss          | IAM Cycling             | +42"        |

### Etap 3 – 16.08: Narwik > Narwik, 160 km
| #  | Zawodnik             | Zespół                  | Czas       |
| -- | -------------------- | ----------------------- | ---------- |
| 1  | Silvan Dillier       | BMC Racing Team         | 3h 35' 18" |
| 2  | Ilnur Zakarin        | Team Katusha            | +0"        |
| 3  | Rein Taaramäe        | Astana Pro Team         | +2"        |
| 4  | Sven Erik Bystrøm    | Team Katusha            | +40"       |
| 5  | Rasmus Guldhammer    | Cult Energy Pro Cycling | +42"       |
| 6  | Antwan Tolhoek       | Tinkoff-Saxo            | +42"       |
| 7  | Odd Christian Eiking | Team Joker              | +42"       |
| 8  | Anthony Turgis       | Cofidis                 | +42"       |
| 9  | Mathias Frank        | IAM Cycling             | +42"       |
| 10 | Edvald Boasson Hagen | MTN-Qhubeka             | +42"       |

| #  | Zawodnik             | Zespół                  | Czas        |
| -- | -------------------- | ----------------------- | ----------- |
| 1  | Rein Taaramäe        | Astana Pro Team         | 16h 42' 02" |
| 2  | Silvan Dillier       | BMC Racing Team         | +8"         |
| 3  | Ilnur Zakarin        | Team Katusha            | +31"        |
| 4  | Edvald Boasson Hagen | MTN-Qhubeka             | +1'02"      |
| 5  | Mathias Frank        | IAM Cycling             | +1'04"      |
| 6  | Odd Christian Eiking | Team Joker              | +1'17"      |
| 7  | Rasmus Guldhammer    | Cult Energy Pro Cycling | +1'19"      |
| 8  | Anthony Turgis       | Cofidis                 | +1'31"      |
| 9  | Ben Hermans          | BMC Racing Team         | +1'33"      |
| 10 | Marcel Wyss          | IAM Cycling             | +1'33"      |

## Liderzy klasyfikacji po etapach
| Etap                 | Zwycięzca            | Klasyfikacja generalna | Klasyfikacja punktowa | Klasyfikacja górska  | Klasyfikacja młodzieżowa | Klasyfikacja drużynowa  | Najaktywniejszy kolarz etapu |
| -------------------- | -------------------- | ---------------------- | --------------------- | -------------------- | ------------------------ | ----------------------- | ---------------------------- |
| 1                    | Alexander Kristoff   | Alexander Kristoff     | Alexander Kristoff    | Vegard Stake Laengen | Sam Bennett              | Cult Energy Pro Cycling | Marius Hafsas                |
| 2                    | Sam Bennett          | Alexander Kristoff     | Alexander Kristoff    | August Jensen        | Sam Bennett              | Cult Energy Pro Cycling | Jean-Marc Bideau             |
| 3                    | Ben Hermans          | Ben Hermans            | Alexander Kristoff    | Haavard Blikra       | Silvan Dillier           | BMC Racing Team         | Herman Dahl                  |
| 4                    | Silvan Dillier       | Rein Taaramäe          | Alexander Kristoff    | August Jensen        | Silvan Dillier           | BMC Racing Team         | Maxime Cam                   |
| Klasyfikacje końcowe | Klasyfikacje końcowe | Rein Taaramäe          | Alexander Kristoff    | August Jensen        | Silvan Dillier           | BMC Racing Team         |                              |